# Charles Theodore Te Water
Charles Theodore Te Water, né en 1887 et mort en 1964, est un diplomate et homme politique sud-africain. Il est président de l'Assemblée générale de la Société des Nations entre 1933 et 1934.

## Source
- (en) Cet article est partiellement ou en totalité issu de l’article de Wikipédia en anglais intitulé « Charles Theodore Te Water » (voir la liste des auteurs).